# Eddies garderob
Eddie's Garderob er et kassettebånd af den svenske musikeren og komponisten Errol Norstedt fra 1994.
Kassetten indeholder mange seriøse sange på engelsk, men også sketcher og sange på svensk med et humoristisk fokus.
Sangen "Min Ledsna Kuk" har en alternativ version på kassetten Rockligan ved navn "På Bara Dig" med en børntilladten tekst.
"Little Brighteyed Girl In Blue Jeans" fik en ny optagelse på kassetten Rockligan fra 1996.
Sangen "Instrumentalare" har den alternative navn "Secret Agent" på opsamlingskassetten Compendia Ultima VIII - Två Sidor fra 1998.

## Spor
Side A
1. "Inledning" - 05:22
2. "Åh Magnus" - 03:24
3. "Instrumentalare" - 03:09
4. "Picture From Your Album" - 02:25
5. "Smultronställen" - 02:55
6. "Little Brighteyed Girl In Blue Jeans" - 02:47
7. "What A Fool I've Been" - 03:14
8. "Fånig Sketch" - 00:54
9. "Throwing Back" - 02:33
10. "Josephine Organ" - 02:31

Side B
1. "Musorkestern" - 03:23
2. "Ah Libbi-Labbi Kompa-Ronka" - 02:38
3. "Han Robert Wells" - 03:04
4. "I Don't Believe In Love No More" - 03:13
5. "Kukaskoj" - 02:23
6. "Julesång" - 03:19
7. "Do The Rock And Roll" - 02:48
8. "Min Ledsna Kuk" - 04:06
9. "Avslutning" - 04:33

### Sangtitler på dansk
- Inledning - Introduktion.
- Smulltronstället - Paradiset ("Smultronställe" er en form af paradis).
- Fånig Sketch - Fjolled Sketch.
- Kukaskoj - Pikkesjov.
- Julesång - Julesang.
- Min Ledsna Kuk - Min Bedrøvede Pik.